# 等萼卷瓣兰
等萼卷瓣兰（学名：Bulbophyllum violaceolabellum）为兰科石豆兰属下的一个种。模式标本位于老挝。

## 扩展阅读
- 維基物種上的相關：等萼卷瓣兰